# Fran Mihaljević
Fran Mihaljević (Pula, 7. siječnja 1900. – Zagreb, 19. kolovoza 1975.), liječnik, sveučilišni profesor, humanist, osnivač suvremene infektologije u Hrvatskoj.
Gimnaziju je završio u Trstu, a medicinski fakultet polazio u Zagrebu i Beču. Nakon završetka studija i vojnog roka počeo je 1926. godine raditi u Zagrebu u bivšoj "Kužnoj bolnici", današnjoj Klinici za infektivne bolesti  (koja je kasnije po njemu dobila ime) sve do mirovine 1970. godine, nakon čega postaje stručni savjetnik Klinike.
Godine 1946. postaje sveučilišni docent pri Katedri za zarazne bolesti Medicinskog fakulteta u Zagrebu. Godine 1949. izabran je za izvanrednog, a 1954. godine za redovnog profesora Medicinskog fakulteta. Položaj dekana Medicinskog fakulteta u Zagrebu preuzima od Andrije Štampara 1957. godine.
Uz kliničku medicinu, s velikim interesom bavio se općenitim zadacima infektologije, njezinim položajem u suvremenoj medicini, ideološkim i organizacijskim problemima i aspektima, proširujući sadržaj infektologije od "klasičnih" zaraznih bolesti na široko područje infekcije uopće. Zbog širokih pogleda i velikog smisla za suvremene probleme Fran Mihaljević smatra se osnivačem moderne infektologije u Hrvatskoj.
Dobio je Nagradu grada Zagreba 1966. za djelo Opća klinička infektologija i za uzornu organizaciju Bolnice za zarazne bolesti u Zagrebu te mnogobrojna druga odličja. U njegovu čast otkrivena je spomen-ploča u rodnoj Puli 26. svibnja 1977. godine.

## Više informacija
- Medicinski fakultet u Zagrebu

## Vanjske poveznice
- Prof. dr. sc. Fran Mihaljević, osnivač infektologije  Arhivirana inačica izvorne stranice od 8. kolovoza 2008. (Wayback Machine)